# Butcombe
Butcombe is een civil parish in het bestuurlijke gebied North Somerset, in het Engelse graafschap Somerset met 218 inwoners.

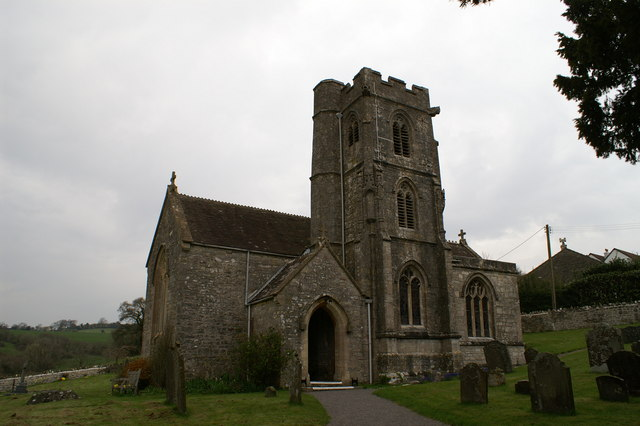
Kerk van Butcombe